# FIBT-världsmästerskapen 1935
FIBT-världsmästerskapen 1935 hölls i Igls, Österrike (tvåmanna) och i St. Moritz, Schweiz (fyrmanna). St. Moritz höll även i fyrmanna 1931.

## Tvåmannabob
| Pl.    | Lag                                                 |
| ------ | --------------------------------------------------- |
| Guld   | Schweiz (Reto Capadrutt, Emil Diener)               |
| Silver | Tjeckoslovakien (Josef Lanzendörfer, Karel Ruzicka) |
| Brons  | Italien (Marchese Storza Birvio, Carlo Soldini)     |

## Fyrmannabob
| Pl.    | Lag                                                                           |
| ------ | ----------------------------------------------------------------------------- |
| Guld   | Tyskland (Hanns Kilian, Alexander Gruber, Hermann von Valta, Sebastian Huber) |
| Silver | Schweiz (Pierre Musy, Arnold Gartmann, Charles Bouvier, Joseph Beerli)        |
| Brons  | Schweiz (Reto Capadrutt, Fritz Feierabend, A. Lardi, H. Tami)                 |

## Medaljtabell
| Pl. | Nation          | Guld | Silver | Brons | Totalt |
| --- | --------------- | ---- | ------ | ----- | ------ |
| 1   | Schweiz         | 1    | 1      | 1     | 3      |
| 2   | Tyskland        | 1    | 0      | 0     | 1      |
| 3   | Tjeckoslovakien | 0    | 1      | 0     | 1      |
| 4   | Italien         | 0    | 0      | 1     | 1      |